# Walfisch (Sternbild)
Der Walfisch oder lateinisch Cetus ist ein Sternbild in der Umgebung des Himmelsäquators.

## Beschreibung

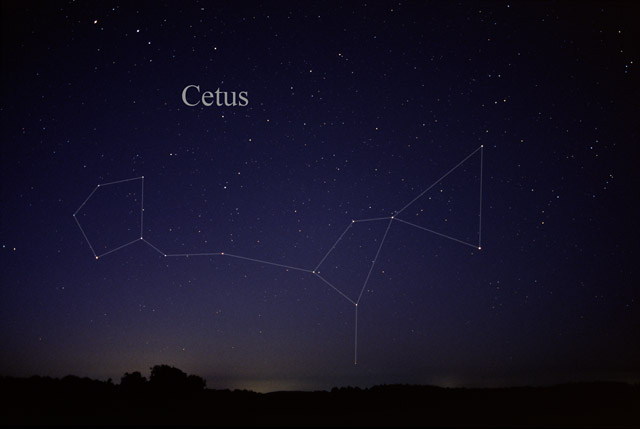
Das Sternbild Walfisch, wie es mit dem bloßen Auge gesehen werden kann

Der Walfisch ist ein sehr ausgedehntes, aber wenig auffälliges Sternbild des Herbsthimmels zwischen den Fischen und dem Fluss Eridanus. Der größte Teil erstreckt sich unterhalb des Himmelsäquators, so dass er in unseren Breiten nicht besonders hoch über dem Horizont steht.
Das Sternbild hat keine ausgeprägte Gestalt, da die meisten seiner Sterne eine geringere Helligkeit als 3 m aufweisen und somit nicht sehr auffällig sind.
Im Walfisch befinden sich der bekannte veränderliche Stern Mira und Tau Ceti, ein gelber Zwergstern in nur 11,9 Lichtjahren Entfernung, der unserer Sonne ähnlich ist.

## Geschichte
Im antiken Mesopotamien sah man in dem Sternbild Tiamat ein Seeungeheuer, welches das ursprüngliche kosmische weibliche Prinzip verkörperte. Schon in präislamischer Zeit verorteten die Araber die amputierte Hand des Sternbilds Thurayya bei den beiden Sternen Menkar (92/α Ceti) und Kaffaljidhm (86/γ Ceti).
Da die Konstellation unterhalb der Ekliptik liegt, ziehen Sonne, Mond und Planeten darüber hinweg. Bei den frühen Griechen stellten die Sterne daher den Eingang zur Unterwelt dar. Später identifizierte man das Sternbild als das Seeungeheuer im Zusammenhang mit der Sage um Andromeda.
Claudius Ptolemäus nahm das Sternbild in seine Beschreibung der 48 Sternbilder auf.
Nachdem der friesische Pfarrer David Fabricius den Stern o Ceti 1596 im Sternbild entdeckt hatte, erkannte Johann Ph. Holwarda 1639, dass sich die Helligkeit des Sterns im Laufe eines Jahres stark verändert. 1662 wurde er von Johannes Hevelius „Mira“, die „Wundersame“, getauft. Die Entdeckung war von großer Bedeutung, widerlegte sie doch die seinerzeit vorherrschende These, die Gestirne seien ewig und unveränderlich.
1807 wurde im Walfisch der vierte Asteroid Vesta entdeckt.

## Mythologie
In der griechischen Mythologie war der Walfisch ein Meeresungeheuer, vermutlich Keto oder Ketos, dem die schöne Andromeda, Tochter des Königs Kepheus und der Kassiopeia, geopfert werden sollte. Kassiopeia hatte die Nereiden, die Töchter des Meeresgottes Nereus, beleidigt, indem sie behauptete, deren Schönheit noch zu übertreffen. Die Nereiden wandten sich an den Meeresgott Poseidon und verlangten die Bestrafung der eitlen Kassiopeia. Poseidon sandte daraufhin ein Seeungeheuer aus, das die Küsten von Kepheus' Reich heimsuchte. Einem Orakelspruch nach konnte die Bestie nur besänftigt werden, indem ihm Andromeda, das einzige Kind des Königspaares, geopfert wurde. Andromeda wurde an einen Felsen gekettet und erwartete ihr Schicksal, wurde aber im letzten Moment durch den Helden Perseus gerettet, der das Untier tötete. Zum Lohn dafür bekam er Andromeda zur Frau.
Kepheus, Kassiopeia, Andromeda und Perseus wurden ebenfalls als Sternbilder am Himmel verewigt.

## Himmelsobjekte

### Sterne
| B  | F  | Namen o. andere Bezeichnungen      | Größe          | Lj   | Spektralklasse |
| -- | -- | ---------------------------------- | -------------- | ---- | -------------- |
| ο  | 68 | Mira                               | 2,0m bis 10,1m | 417  | M7 III         |
| β  | 16 | Deneb Kaitos, Diphda, Rama Secunda | 2,04m          | 96   | K0 III         |
| α  | 92 | Menkar                             | 2,54m          | 220  | M1 IIIa        |
| η  | 31 | Deneb Algenubi                     | 3,46m          | 118  | K1 III         |
| γ  | 86 | Kaffaljidhm, Al Kaff al Jidhma     | 3,47m          | 82   | A2 + G5        |
| τ  | 52 | Tau Ceti                           | 3,49m          | 11,9 | G8 V           |
| ι  | 8  | Shemali                            | 3,56m          | 290  | K1 III         |
| ζ  | 55 | Baten Kaitos (Stern), Bunda        | 3,76m          | 260  | K0 III         |
| υ  | 59 |                                    | 3,99m          | 250  | M1 III         |
| δ  | 82 |                                    | 4,08m          | 800  | B2 IV          |
| μ  | 87 |                                    | 4,27m          | 100  | F0 IV          |
| π  | 89 |                                    | 4,3m           | 300  | B7 V           |
| ξ2 | 73 |                                    | 4,30m          | 300  | B9 III         |
| ξ1 | 65 |                                    | 4,36m          |      |                |
|    | 7  |                                    | 4,44m          |      |                |
|    | 2  |                                    | 4,55m          |      |                |
| χ  | 53 |                                    | 4,66m          | 100  | F2 + G1        |
| σ  | 76 |                                    | 4,74m          |      |                |
| φ1 | 17 |                                    | 4,77m          |      |                |
|    | 20 |                                    | 4,78m          |      |                |
| ε  | 83 |                                    | 4,83m          |      |                |
| κ  | 96 |                                    | 4,84m          |      |                |
| ν  | 78 |                                    | 4,87m          |      |                |
| ρ  | 72 |                                    | 4,88m          |      |                |
|    | 6  |                                    | 4,89m          |      |                |
|    | 46 |                                    | 4,90m          |      |                |
|    | 56 |                                    | 4,92m          |      |                |
|    | 3  |                                    | 4,99m          |      |                |
|    | 37 |                                    | 5,0m           | 80   | F3 + G7        |
|    |    | T                                  | 5,0 bis 6,9 m  |      |                |
|    | 66 |                                    | 5,5m           | 70   | F8 + G4        |

Der hellste Stern im Walfisch, β Ceti, ist 96 Lichtjahre von der Sonne entfernt. Er ist ein orangefarbener Riesenstern der Spektralklasse K0.
Der Name Deneb Kaitos ist arabischen Ursprungs und bedeutet „Schwanz des Walfisches“.
α Ceti ist ein 220 Lichtjahre entfernter Roter Riese der Spektralklasse M1. Der altarabische Name Menkar könnte sich von „Schulter“, „Schnauze“ oder „Nüstern“ ableiten.
τ Ceti (Tau Ceti) ist mit einer Entfernung von nur 11,9 Lichtjahren einer der nächsten Nachbarn der Sonne.

### Doppelsterne
| System | Größen      | Abstand |
| ------ | ----------- | ------- |
| γ      | 3,5m/7,3m   | 2,8"    |
| κ      | 4,7m/6,8m   | 184"    |
| 37     | 5,1m/7,9m   | 49,7"   |
| 66     | 5,7 m/7,6 m | 41,0"   |

γ Ceti (Kaffaljidhm) ist ein Doppelsternsystem in 82 Lichtjahren Entfernung, das aus einem weißlich leuchtenden Hauptstern der Spektralklasse A2 und einem gelblichen Begleiter der Klasse G5 besteht. Das Sternpaar kann mit einem mittleren Teleskop in Einzelsterne aufgelöst werden.
κ Ceti ist 100 Lichtjahre entfernt und besteht aus zwei Sternen der Spektralklassen F2 und G1. Die beiden Sterne weisen von der Erde einen weiten Winkelabstand von 184 Bogensekunden auf und sind schon in einem Prismenfernglas als Einzelsterne erkennbar.
Das System 66 Ceti ist 70 Lichtjahre entfernt und besteht aus zwei Sternen der Spektralklassen F8 und G4. Aufgrund des Winkelabstandes von 16,5 Bogensekunden genügt zur Trennung ein kleines Teleskop.

### Veränderliche Sterne
| Objekt | Größe         | Periode    | Typ                           |
| ------ | ------------- | ---------- | ----------------------------- |
| ο      | 2,0 bis 10,1m | 331,9 Tage | Pulsationsveränderlicher      |
| T      | 5,0 bis 6,9m  | 159 Tage   | halbregelmäßig Veränderlicher |

Der 417 Lichtjahre entfernte Stern Mira (ο Ceti) ändert seine Helligkeit periodisch über einen Zeitraum von rund 332 Tagen. Er kann im Maximum bis zu 2 m auffällig hell werden, im Minimum kann die Helligkeit auf 8 bis 10 m absinken. Er ist dann für das bloße Auge unsichtbar.
Der Stern ist Namensgeber einer Gruppe von veränderlichen Sternen, den Mira-Veränderlichen. Es handelt sich um pulsationsveränderliche Sterne, die sich rhythmisch aufblähen und wieder zusammenziehen. Mirasterne sind Rote Riesen oder Überriesen mit einer relativ kühlen Oberfläche von 3.000 Kelvin. Ihre Leuchtkraft ist dennoch 100,00 mal höher als die unserer Sonne, da sie riesige Durchmesser von mehreren Milliarden Kilometer aufweisen können.

### Messier- und NGC-Objekte
| Messier (M) | NGC     | sonstige | Größe | Typ                  | Name |
| ----------- | ------- | -------- | ----- | -------------------- | ---- |
| 77          | 1068    |          | 8,9m  | Galaxie              |      |
|             | 45      |          | 10,6m | Galaxie              |      |
|             | 157     |          | 10,4m | Galaxie              |      |
|             | 223     |          | 13,4m | Galaxie              |      |
|             | 244     |          | 12,9m | Galaxie              |      |
|             | 246     |          | 8,5m  | Planetarischer Nebel |      |
|             | 247     |          | 11m   | Galaxie              |      |
|             | 720     |          | 10,2m | Galaxie              |      |
|             | 908     |          | 10,2m | Galaxie              |      |
|             | 936     |          | 10,1m | Galaxie              |      |
|             | IC 1613 |          | 9,2m  | Galaxie              |      |

Im Walfisch befinden sich mehrere Galaxien, von denen zwei bereits mit einem kleineren Teleskop beobachtet werden können.
Messier 77 ist eine helle Seyfertgalaxie vom Typ Sb. Mit einer Entfernung von 50 Millionen Lichtjahren ist sie das am weitesten entfernte Messierobjekt.
NGC 246 ist ein 1.500 Lichtjahre entfernter Planetarischer Nebel. Im Teleskop ist er als nebliges Scheibchen zu sehen, in dem zwei Sterne der 12. Größenklasse stehen. Einer der Sterne ist ein Weißer Zwergstern, der Überrest eines Sterns, der seine äußere Gashülle abgestoßen hat.
NGC 247 ist eine Spiralgalaxie vom Typ Sd in 8 Millionen Lichtjahren Entfernung. Sie wurde 1784 von Wilhelm Herschel entdeckt. Von der Erde aus ist die Galaxie in Kantenlage zu sehen. Im Teleskop erscheint sie als schmaler Nebelfleck.
Die Cetus-Zwerggalaxie ist eine sphäroidale Zwerggalaxie, die 1999 durch Alan Whiting, George Hau und Mike Irwin entdeckt wurde.